# Pédocriminalité
En criminologie, la pédocriminalité désigne les crimes à l'encontre des mineurs catégorisés dans l'agression et l'exploitation sexuelle des enfants.
On veillera à ne pas confondre le terme de pédocriminalité avec celui plus populaire de pédophilie, qui, par son étymologie, renvoie à l'attirance et à l'amour envers les enfants et prend racine dans la littérature médicale, intellectuelle ou artistique, sans correspondre nécessairement au passage à l'acte définissable juridiquement.

## Généralités
En février 2018, à la suite de l'examen d'une sélection aléatoire d'images et de vidéos figurant dans la base de données ICSE, Interpol et ECPAT International ont conjointement publié un rapport intitulé « vers un indicateur international pour les victimes non identifiées des contenus mettant en scène l'exploitation sexuelle d'enfants ».
L'étude a mis en lumière plusieurs tendances générales alarmantes :
- Plus les victimes sont jeunes, plus les sévices qu'elles subissent sont souvent graves.
- 84 % des images mettent en scène un acte sexuel.
- Plus de 60 % des victimes non identifiées sont des enfants prépubères, dont des bébés et de très jeunes enfants.
- 65 % des victimes non identifiées sont des filles.
- Les garçons sont davantage représentés dans les images montrant des sévices graves.
- 92 % des délinquants visibles sont des hommes.

## Législations

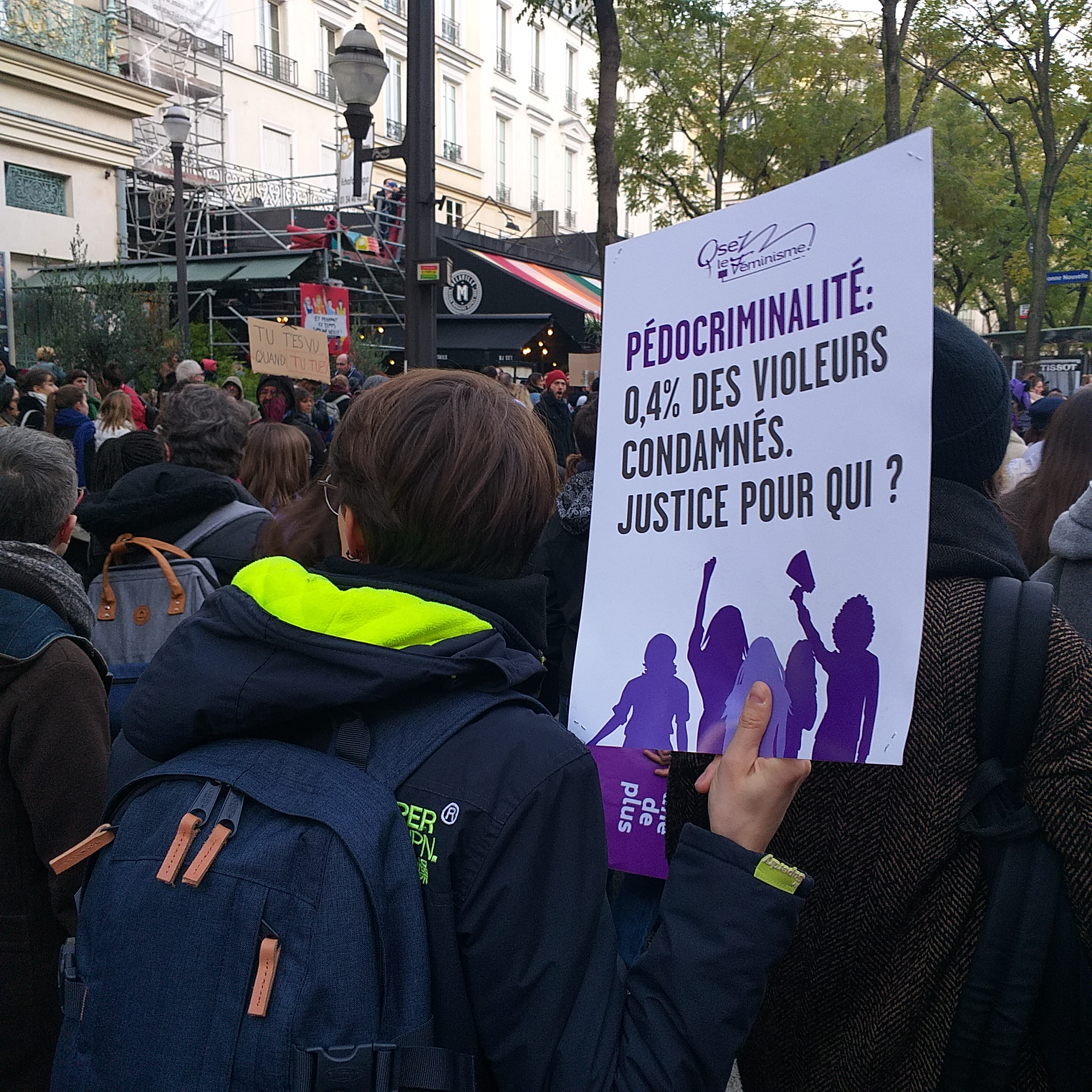
Manifestation à Paris en 2019.

Pour un aperçu des articles de loi concernant la pédocriminalité à travers le monde, il y a lieu de consulter la page juridique éditée par Interpol,.
Le terme « pédopornographie » est employé dans le langage juridique alors que sa définition légale n'est pas clairement définie. La Convention sur la cybercriminalité a toutefois permis de définir un "comportement sexuellement explicite". Celui-ci désigne au moins l'un ou l'autre des comportements réels ou simulés suivants :
- relations sexuelles — y compris génito-génitales, oro-génitales, ano-génitales ou oro-anales — entre mineurs ou entre un mineur et un adulte du même sexe ou de sexe opposé ;
- zoophilie ;
- masturbation ;
- violences sadomasochistes dans un contexte sexuel ;
- exhibition lascive des parties génitales ou de la région pubienne d'un mineur.

Le Conseil de l'Europe a adopté en 2007 la Convention du Conseil de l'Europe sur la protection des enfants contre l'exploitation et les abus sexuels qui interdit la pornographie infantile comme l'abus sexuel sur mineur.
Le droit canadien incrimine généralement toute représentation photographique, filmée, vidéo ou autre, réalisée ou non par des moyens mécaniques ou électroniques. Lors d'une circonstance aggravante, « le tribunal détermine la peine à infliger à une personne déclarée coupable d’infraction au présent article est tenu de considérer comme circonstance aggravante le fait que cette personne a commis l’infraction dans le dessein de réaliser un profit. » En d'autres termes, toute représentation d'une personne d'âge mineur nue sur photo, vidéo ou écrit est considérée, si la caractéristique dominante soit la représentation des organes sexuels de l’enfant et ce dans le but de stimuler sexuellement une personne, comme étant de la pornographie juvénile et en ce sens ces représentations sont interdites au Canada.
Le droit français à ce sujet est très développé et a pris de nombreuses mesures contre le développement de la pédophilie. La difficulté venant des mutants technologiques qui rendent les pratiques changeantes. Ainsi en obligeant le législateur à le suivre, le pédopornographe suscite une instabilité juridique. Le principal texte de répression de la pornographie infantile est l’article 227-23 du code pénal qui fait partie d’une disposition portant le nom suivant : « sanction pénale de l’enregistrement, de la diffusion et de la détention d’images pornographiques représentant des mineurs ». Ainsi, il existe trois types de minorités qui sont visées par le texte : la minorité sexuelle, la minorité civile et la minorité pénale. La majorité sexuelle en France est acquise à 15 ans. La majorité civile est acquise à 18 ans. Cependant, dans le domaine de la pornographie, c’est la majorité civile qui est prise en compte, comme le confirme le dernier alinéa de l’article. Selon l'article 2 du décret no 2003-372 du 15 avril 2003 portant publication du protocole facultatif à la convention relative aux droits de l'enfant, concernant la vente d'enfants, la prostitution des enfants et la pornographie mettant en scène des enfants spécifie clairement qu'il est interdit d'afficher des enfants dans un but pornographique. C'est ainsi que, dans certains films français, certains acteurs mineurs peuvent être effectivement vus nus en toute légalité, tant qu'il ne s'agit pas de pornographie.

## Loi française
En droit français, les termes utilisés pour décrire les crimes sexuels entre un majeur et un enfant sont « atteinte sexuelle sur mineur », « agression sexuelle » ou « viol ». Il existe aussi des infractions de « corruption de mineur » pour l'incitation de mineur à des actes sexuels. En dessous de l'âge de la majorité sexuelle l'infraction est automatique. Au-dessus de 15 ans et en dessous de 18 ans, le juge décide si le mineur est en mesure de donner son consentement. L'âge de la majorité sexuelle a évolué à travers le temps : 11 ans en 1832, 13 ans en 1863, 15 ans en 1945.
Par ailleurs, la nubilité, l'âge légal à partir duquel le mariage est autorisé, est de 18 ans pour filles et garçons depuis 2006, il était de 15 ans pour les filles auparavant. La loi française n'établit aucune relation particulière entre les dispositions concernant la majorité sexuelle et celles concernant le mariage. L'expression d'âge nubile n'est plus utilisée par le Code civil.
Tous les textes législatifs français peuvent être consultés sur le site Légifrance, plus particulièrement dans la section Code pénal.
- Viol : Articles 222-23 à 222-26 du Code pénal
- Agressions sexuelles : Articles 222-27 à 222-31 du Code pénal
- Atteintes sexuelles : Articles 227-25 à 227-27 du Code pénal
- Corruption de mineurs : Article 227-22 du Code pénal
- Exploitation à caractère pornographique de l'image d'un mineur : Article 227-23 du Code pénal
- Article 227-24 du Code pénal
- Article 321-1 du Code pénal

Le viol est un crime, auparavant jugé systématiquement en cour d'assises, avec peine de prison à partir de 10 ans et délai de prescription exceptionnel de 30 ans à partir de la majorité de la victime. Alors que les autres infractions citées sont des délits, jugés devant les tribunaux correctionnels, avec peine de prison de 3 à 10 ans maximum et délai de prescription exceptionnel de 10 ans à 20 ans après la majorité de la victime. (Articles 7 et 8 du Code de procédure pénale.)
La réforme des assises de 2023 prévoit une généralisation des cours criminelles pour les crimes punis de 15 ou 20 ans de réclusion, réforme vivement contestée générant l'effacement progressif du jury populaire dans une majorité d'affaires,.
Les règles de prescription définies dans le Code de procédure pénale sont très compliquées à la suite des évolutions successives de la loi :
- Loi du 8 avril 1958 : crime ⇒ 10 ans après les faits ; délit ⇒ 3 ans après les faits
- Loi du 10 juillet 1989 : crime par personne ayant autorité ⇒ 10 ans après la majorité de la victime
- Loi du 4 février 1995 : délit par personne ayant autorité ⇒ 3 ans après la majorité de la victime
- Loi du 17 juin 1998 : crime par personne n'ayant pas autorité ⇒ 10 ans après la majorité de la victime ; délit sur mineur de moins de 15 ans par personne ayant autorité (222-30 & 227-26) ⇒ 10 ans après la majorité de la victime ; délit (cas général) ⇒ 3 ans après la majorité de la victime
- Loi du 9 mars 2004 : crime et délit (Code pénal 222-30 & 227-26) ⇒ 20 ans après la majorité de la victime article 7 du Code de procédure pénale) ; délit ⇒ 10 ans après la majorité article 8 du Code de procédure pénale)
- Loi du 5 août 2013 : délit sur mineur moins de 15 ans (Code pénal 222-29-1)15⇒ 20 ans après la majorité de la victime
- Loi du 3 août 2018 : crime sur mineur ⇒ 30 ans après la majorité de la victime

Les délais de prescription sont immédiatement applicables aux infractions commises avant l'entrée en vigueur de la loi, dès lors que la prescription n'est pas encore acquise (article 50 de la loi du 10 juillet 1989). Ce qui signifie que ces lois sur la prescription s'appliquent sur des actes antérieurs à chacune des lois dès lors que les actes n'étaient pas déjà prescrits (cas exceptionnel de rétroactivité de la loi pénale). Le calcul de la date de prescription devient alors très complexe dans certains cas. (Voir l'outil de prescription et le tableau de prescription,).
La production, diffusion et détention d'images pornographiques impliquant des mineurs de 18 ans sont illégales en France. L'article 227-23 du Code pénal du 5 mai 2007 parle de « l'image ou la représentation d'un mineur ». L'arrêt de la Cour de cassation du 12 septembre 2007 précise qu'il s'agit de toute « représentation d'un mineur », que ce soit « la représentation picturale, photographique ou cinématographique d'un enfant », comme précédemment, aussi bien que « d'images non réelles représentant un mineur imaginaire, c'est-à-dire des dessins, ou même des images résultant de la transformation d'une image réelle ». Depuis la loi du 5 mars 2007, est aussi punie de « consulter habituellement » un service diffusant une telle image, même sans conservation.
En France le 20 novembre 2023 est inauguré l'OFMIN (office mineurs). L’office mineurs est chargé de lutter contre les infractions les plus graves commises à l’encontre des mineurs
La jurisprudence a depuis fixé quelques exceptions, afin de protéger certains objets d'art ou historiques : peintures explicites datant de la Grèce antique, œuvres d'art, etc.[réf. nécessaire]. Enfin, plusieurs exceptions législatives existent pour les crimes ou délits de nature sexuelle concernant les enfants : possibilité de poursuivre en France un citoyen français pour des crimes ou délits sexuels sur mineurs commis à l'étranger (par exemple dans le cadre du tourisme sexuel), levée du secret professionnel en cas de connaissance d'une infraction, inscription spécifique dans un fichier d'empreintes génétiques sur condamnation ou simple mise en examen, prescription courant à partir de la majorité de la victime, obligation de soins une fois la peine de prison purgée, détention dans un centre socio-médico-judiciaire une fois la peine purgée, pour une durée d'un an reconductible, si la probable dangerosité du criminel est décrétée[réf. nécessaire].

## Réglementation européenne

Logo Europol

- Décision-cadre 2004/68/JAI du Conseil du 22 décembre 2003 relative à la lutte contre l'exploitation sexuelle des enfants et la pédopornographie[22].
- Directive 2011/92/UE du Parlement européen et du Conseil du 13 décembre 2011 relative à la lutte contre les abus sexuels et l’exploitation sexuelle des enfants, ainsi que la pédopornographie, remplaçant la précédente[23]

## Projet Kentler
Helmut Kentler, sexologue considéré dans les années 1960-1970 comme le spécialiste d’une éducation sexuelle des mineurs « émancipée », présente comme une expérience scientifique le placement, par les services sociaux allemands, d'enfants sans-abri chez des pédocriminels. Le sexologue défend sans relâche que les rapports sexuels entre des enfants et des adultes sont inoffensifs voire positifs,.
En 2018, la direction de l’université Leibniz de Hanovre passe en revue les expériences menées par Kentler. À la suite de ce rapport – qui évoque un « réseau » de pédophiles qui a profité de la situation, – l’université précise que les déclarations et les  recherches du professeur Kentler sont inacceptables. Le président de l’université Leibniz, précise avoir condamné des travaux de nature à banaliser la pédophilie jusqu’en 1996.

## Exploitation sexuelle des enfants dans le cadre des voyages et du tourisme
Le « tourisme sexuel » impliquant des enfants est une forme de tourisme dans lequel des individus abusent sexuellement des enfants en échange d'une rémunération. Les conséquences de cette exploitation sexuelle sont très graves pour les mineurs qui la subissent : des maladies sexuellement transmissibles, auxquels les enfants sont particulièrement vulnérables ; la grossesse ; la stigmatisation sociale ; des troubles de stress post-traumatique après un viol qui entraînent la dépression, la toxicomanie et parfois le suicide,. Certains mineurs dans un mécanisme de défense contre ces troubles reproduisent à l'âge adulte le style sadique de leur proxénète et se livrent eux-mêmes au proxénétisme. Le Protocole facultatif concernant la vente d’enfants, la prostitution des enfants et la pédopornographie reconnaît l'existence de cette forme de tourisme et engage ses signataires à lutter contre le « tourisme pédocriminel » (Article 10)
En 2019, la médiatisation de l'affaire Epstein a permis de rendre public un vaste réseau de prostitution international d'adultes et de mineurs ; de nombreux suicides entourent l'enquête qui a viré au fiasco.

## Évolutions des pratiques et techniques de diffusions de contenus pédopornographiques sur le Darknet

The Tor Project

Les démantèlements de réseaux depuis l'affaire The Wonderland Club ont mis en lumière l'évolution des pratiques de diffusions d'images et vidéos relevant de la pédocriminalité. Bien que l'opération fût un échec sur le plan de la coordination internationale, il s'agit d'une première mise en lumière médiatique du phénomène.
Le centre national d'analyse des images pédopornographiques CNAIP est l'organisme de gendarmerie nationale qui œuvre contre la pédocriminalité depuis 2003, rattaché au centre de lutte contre les criminalités numériques (C3N) en France[réf. souhaitée].
En 2019, les Pays-Bas sont le premier pays hébergeur de contenus pédopornographiques suivi par les États-Unis, la France, le Canada, la Slovaquie et la Russie.

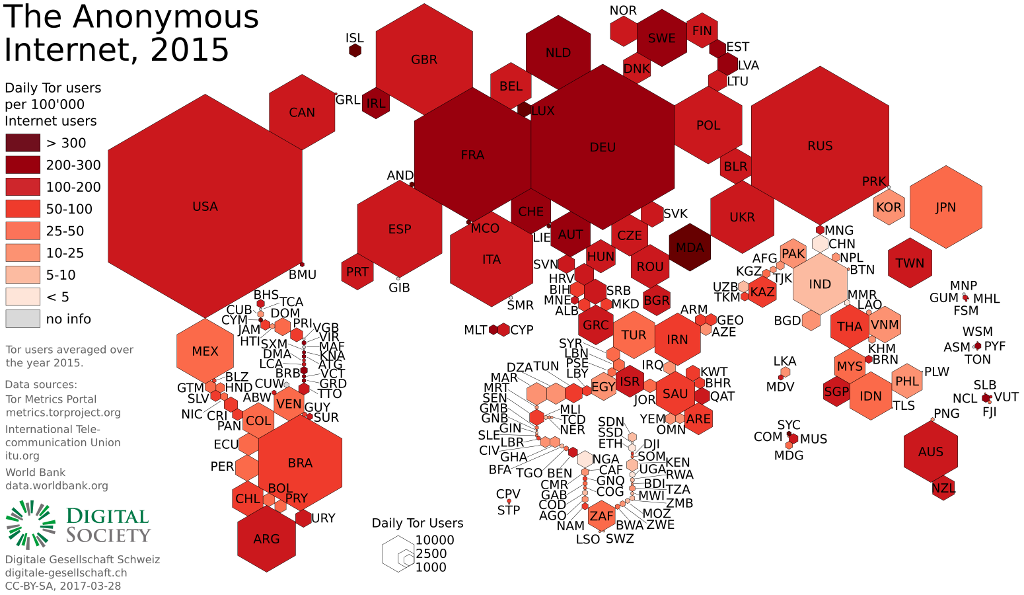
Carte montrant l'utilisation moyenne du Darknet en 2012/2013. Source : Université d'Oxford.

## Opérations de démantèlement

### En 2023, de multiples opérations
- En France, 80 hommes ont été interpellés dans 53 départements en métropole et en Outre-mer, soupçonnées de pédocriminalité. À l’issue des gardes à vue pour « détention, consultation, diffusion et partage d’images pédocriminelles », 51 hommes ont été présentés à un juge. Parmi eux, 13 ont été écroués[34].

- En Espagne, 121 personnes sont soupçonnées de « production ou diffusion d'images pédopornographiques » exploitant des mineurs marocains, 46 équipes spécialisées dans la cybercriminalité ont été mobilisées dans le cadre de cette opération[35].Les 125 perquisitions ont permis la saisie de 368 disques durs, 114 bases de données, une centaine de DVD, une soixantaine d’ordinateurs et du matériel informatique[36].

Cartographie de l'opération Bakis.

- L'opération "Bakis". Les agents du FBI Laura Schwartzenberger et Daniel Alfin et ont été abattus alors qu'ils exécutaient un mandat de perquisition dans le cadre d'une enquête. Après leur meurtre, le FBI a lancé une opération internationale ciblant les délinquants sur le darkweb.

L'enquête coordonnée par l'AFP a commencé en 2022 lorsque le Federal Bureau of Investigation a fourni au Centre australien de lutte contre l'exploitation des enfants dirigé par l'AFP des renseignements sur les membres australiens d'un réseau peer-to-peer qui auraient partagé du matériel pédopornographique sur le darknet.
La plupart des pédocriminels australiens occupaient des emplois impliquant un haut degré de connaissance des technologies de l’information et de la communication, le réseau et méthode de cryptage étaient très sophistiqués. Ces hommes, identifiés dans le cadre de cette enquête, sont âgés de 32 à 81 ans.
L'enquête du FBI a conduit à l'arrestation de 79 personnes pour leur implication dans le réseau, l'AFP à conduit à l'arrestation de 19 personnes mais plus de 200 personnes sont ciblées dans le cadre de cette investigation.
Dans le Queensland, quatre enfants ont été retirés du danger et cinq auteurs présumés font face à 45 chefs d'accusation.
En Nouvelle-Galles du Sud, deux enfants ont été retirés du danger et cinq agresseurs présumés font face à 13 chefs d'accusation. Un opérateur a été condamné en juin (2023) à cinq ans d'emprisonnement après avoir plaidé coupable de possession d'environ 5 téraoctets de matériel pédopornographique.
En Australie-Méridionale, deux enfants ont été retirés du danger et cinq auteurs présumés font face à 16 chefs d'accusation.
En Tasmanie, un contrevenant présumé fait face à cinq chefs d'accusation.
En Australie-Occidentale, un contrevenant présumé fait face à cinq chefs d'accusation,.
- L'opération « Narsil » est lancée en décembre 2021 par Interpol. L'organisation a conclu une opération mondiale de deux ans visant à traduire en justice les criminels exploitant des réseaux de sites web d'exploitation sexuelle d'enfants conçus pour générer des profits grâce à la publicité.

Les pays membres ont travaillé ensemble à l'aide de la Worst of List (IWOL) une liste de sites web contenant du matériel pédopornographique extrême.
Les agences ont réalisé une percée majeure en juillet 2023, détruisant un important réseau responsable de la distribution de nombreux contenus pédopornographiques.
En Argentine, l'un des sites web saisis lors de l'opération Narsil fonctionnait depuis environ une décennie et a été découvert comme étant dirigé par un duo frère-sœur basé en Argentine. Les autorités ont saisi des disques durs amovibles contenant du matériel explicite, ainsi que divers logiciels et équipements qui ont été utilisés pour créer et maintenir des sites web faisant la promotion de tels contenus illicites.
En Bulgarie, les forces de l'ordre ont réussi à appréhender un homme de 34 ans qui exploitait un forum en ligne dédié au partage de contenus pédopornographiques. L'arrestation visait à mettre fin à cette activité en ligne inquiétante et à traduire l'auteur en justice.
En Russie, deux individus âgés de 24 ans ont été arrêtés pour leur implication dans la production et la distribution de contenus pédopornographiques. Au cours de l'opération, les autorités ont saisi des disques durs amovibles contenant du matériel explicite, ainsi que divers logiciels et équipements qui ont été utilisés pour créer et maintenir des sites Web faisant la promotion de tels contenus illicites.
En Thaïlande, un homme de 45 ans a été arrêté pour possession et profit de contenu pédopornographique. Cet acte d'exploitation répréhensible s'est heurté à une action décisive de la part des autorités, visant à assurer la sécurité et la protection des enfants vulnérables.

L'opération a impliqué des enquêtes déclenchées par les forces de l'ordre en Autriche, Argentine, Biélorussie, Bulgarie, Canada, Chypre, Estonie, France, Allemagne, Italie, Kirghizistan, Lettonie, Lituanie, Luxembourg, Moldavie, Pays-Bas, Nouvelle-Zélande, Norvège, Pologne, Roumanie, Russie, Singapour, Espagne, Suisse, Thaïlande, Royaume-Uni et États-Unis.

Opération Molto, AFP

### En 2022, l'opération «Molto»
- L'opération Molto est coordonnée par "Australian Centre to Counter Child Exploitation" (ACCCE)[41]et reçu l'aide de l'Australian Criminal Intelligence Commission et de l'Austrac.

L'opération a conduit plus de 100 Australiens à être inculpés de plus de 1 000 infractions liées à pédopornographie. L'opération a permis de protéger 153 enfants dans le monde, dont 51 enfants en Australie.

### En 2021,Europoldémantèle la plateforme «Boystown» sur le Darknet

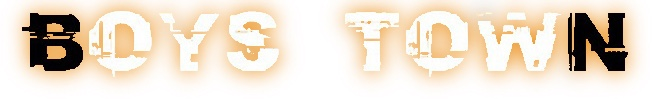
Logo of the child pornography website Boystown.

- Démantèlement du réseau "Boystown"

Le site web "Boystown" (en) avait plus de 400 000 utilisateurs enregistrés. La plateforme permettait aux utilisateurs de partager des images et des vidéos d’abus sexuels sur mineurs. Le contenu était divisé en diverses catégories, rassemblant chacune plusieurs milliers de publications. C'est un des plus gros réseaux de pédopornographie démantelé à ce jour.

### En 2019, démantèlement de la plateforme «Welcome to video»

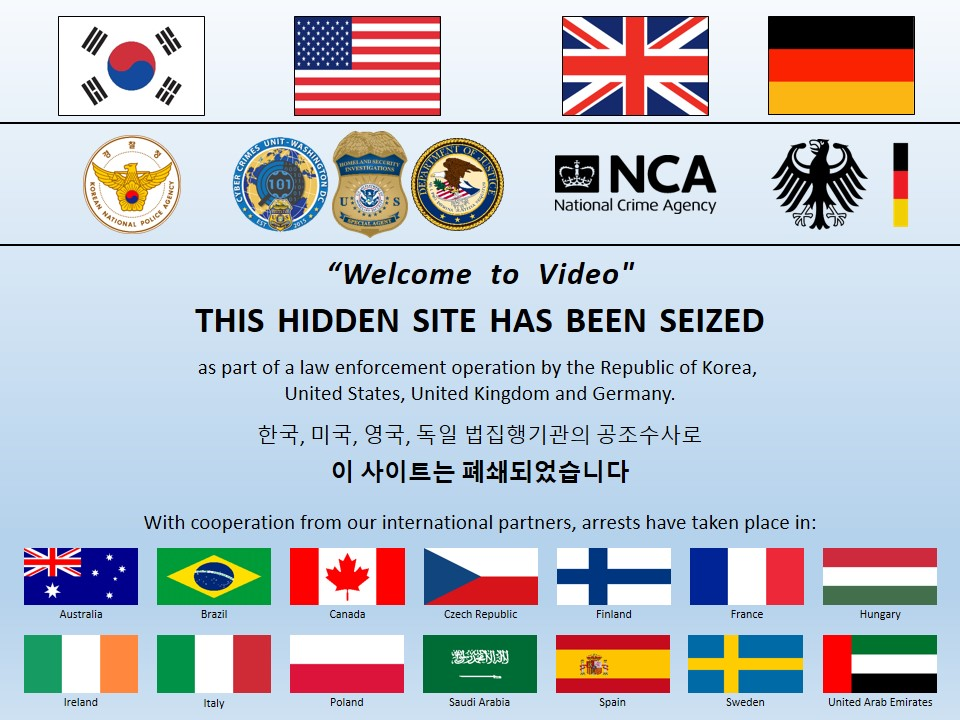
Page d'affichage post démantèlement

- La plateforme "Welcome to video" (en) rassemblait 1,28 million de membres de 38 pays pour un contenu de 8 000 gigabytes. Les vidéos pédopornographiques étaient vendues sur le site où chaque utilisateur créait un compte associé à une adresse bitcoin[44],[45]. Le site était administré depuis la Corée du Sud par Jong Woo Son.

### En 2017, l'opération «Pacifer»
- Démantèlement du site Playpen

Le site web Playpen (en) était un grand réseau de partage en ligne de contenu pédopornographique accessible depuis TOR, comptabilisant plus de 150 000 utilisateurs depuis son lancement en août 2014.
L'enquête du FBI sur Playpen fut controversée. Le Federal Bureau of Investigation avait piraté des milliers d'ordinateurs dans une centaine de pays puis avait hébergé le site durant quelques jours afin d'identifier ses membres. Des questionnements sur la légalité de la mise en oeuvre de l'opération ont été soulevés,,.

### En 2016, l’opération «Kidslove», «Artémis» et «Trinity»
- L'opération « Kidslove», menée par le FBI, a abouti à 303 arrestations, notamment en Australie, Colombie et Corée du Sud. Le site comptait plus de 45 000 abonnés et recensait 360 000 unités de matériel pédopornographique[50],[51].

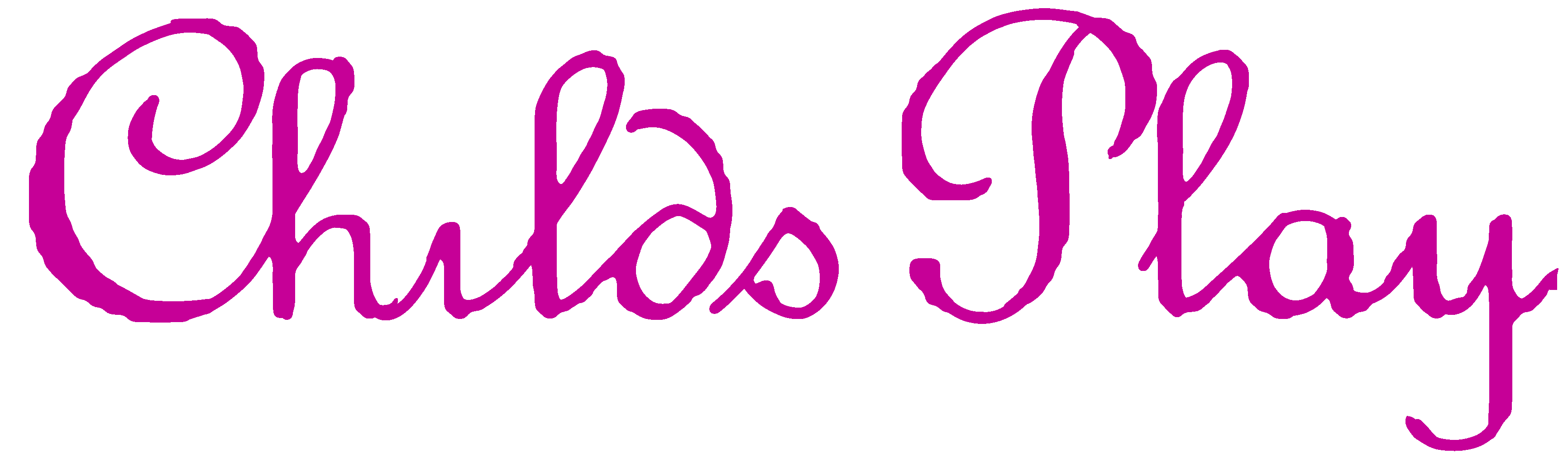
The logo of the Internet child abuse site Childs Play

L'opération «Artémis» est lancée à l'automne 2016 en vue de démanteler un très large réseau pédocriminel se déroulant sur un forum du nom de site Childs Plays accessible depuis le darknet où le contenu pédopornographique est directement partagé entre les membres. L'enquête est mondiale et partagée entre Task Force Argos, une branche de la police de Queensland en Australie, le département de la Sécurité intérieure des Etats-Unis (U.S. Department of Homeland Security) et des policiers au Canada et en Europe. Le réseau pédocriminel est infiltré pendant près d'un an et atteint au plus haut 1 052 826 profils répertoriés et scrutés. Selon l'enquête, une dizaine de milliers de personnes physiques sont recensées et une centaine de personnes reconnues comme producteurs de matériel pédopornographique, prédateurs et auteurs de crimes sur mineurs filmés et partagés 
- l'Opération « Trinity », Démantèlement en Espagne d'un réseau pédocriminels.

Interpol a été saisi à propos de 550 utilisateurs ayant acheté du matériel pédopornographique produit par deux Français et un Marocain, principaux accusés dans cette affaire.
Jean-Luc Aschbacher, Christian Arson et Youness En-Naciri qui ont été libérés après avoir purgé des années de détention provisoire ont pris la fuite devant les nombreuses preuves qui ont été rassemblées.Ils visaient ainsi des enfants des rues et des milieux défavorisés en Espagne, mais aussi de plusieurs pays, dont le Maroc, la Thaïlande, la Roumanie et le Vietnam. L’opération a permis d’identifier 103 victimes.pédopornographique.
En 2022, Jean-Luc Aschbachera est condamné à 240 ans de prison et Christian Arson à 19 ans de prison.
La décision du tribunal confirme qu'après la comparution légale de la société de production Productos Aschom S.L. cachait une usine sordide qui a enregistré à Barcelone et Tortosa plus d'un million d'images d'enfants exploités sexuellement dans plus de 300 tournages. L'arrestation de ces deux pédophiles a conduit à une cellule composée de sept exploiteurs qui avaient abusé de 103 mineurs espagnols et marocains pour générer du contenu qui a été acheté par 593 hommes de 45 pays différents,.

### En 2013, «Opération Alice Day» par Anonymous
Le 25 avril est la journée de la « fierté pédophile » faisant référence au roman de Lewis Caroll. Cette date symbolise la rencontre entre Charles Dodgson plus connu sous le pseudonyme de Lewis Carroll et la très jeune Alice Liddell en 1862. En 1995 était créé le Wonderland Club, depuis les forums et clubs d'échanges ou d'achats de contenus pédopornographique ne cessent de proliférer sur le Darknet, le Alice day devient alors une journée de revendication pour les pédocriminels et cybercriminels. le collectif de hackers Anonymous mène diverses actions telles que des attaques par déni de service, du doxing et la destruction de sites Web pédopornographique notamment celui de la NAMBLA,.

### En 2011, «Opération Darknet» et démantèlement du forum «Boylover»

Logo Anonymous

- Logo AnonymousUne opération anti-pédopornographie par Anonymous

En octobre 2011, le collectif de hackers Anonymous lança « Operation Darknet », dans le but de perturber les activités des sites pédopornographiques accessibles via les services cachés. Anonymous publia un lien pastebin contenant le nom de 1 589 membres de Lolita City, mais bien qu'ils aient prétendu mener une opération de « hacking », il ne s'agissait que d'information anonyme en libre accès sur le site pédopornographique accessible via le réseau Tor. Anonymous annonça avoir découvert le site sur The Hidden Wiki, et qu'il contenait plus de 100 gigaoctets de contenu pédopornographique. En tant que service caché, Lolita City fonctionnait via le pseudo domaine de premier niveau .onion  En juin 2013, le site Web hébergeait environ 1,4 million de photos. Des vidéos étaient disponibles sur le site depuis novembre 2012.
Lolita City (en) a été mis hors ligne durant un court moment grâce à une attaque par déni de service menée par Anonymous.
- Démantèlement du forum «Boylover»

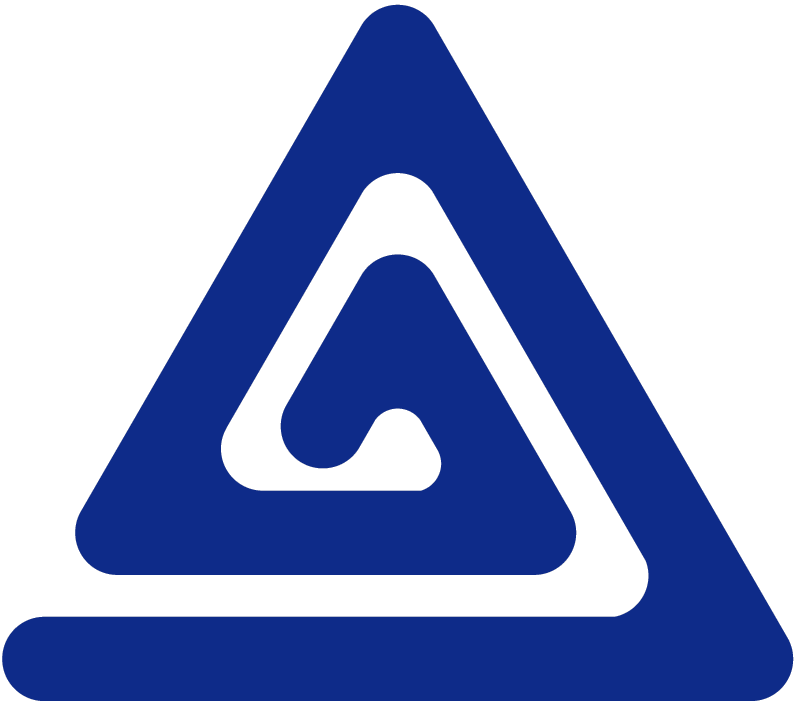
Logo : BoyLover

Un vaste réseau pédopornographique a été démantelé par Europol, ce démantèlement a permis l'identification de 670 suspects sur quatre continents, et à 184 arrestations : l'enquête ayant mené à ces arrestations a établi que le forum boylover.net, hébergé aux Pays-Bas, avait servi à l'échange de photos et vidéos pédopornographiques. 230 enfants abusés sexuellement par des membres du réseau ont pu être identifiés.

### En 2009, l’opération internationale «Delego»
- Démantèlement d’un réseau de pédopornographie sur un site internet nommé « Dreamboard ».

Les membres échangeaient des contenus pédopornographiques sur des enfants de moins de 12 ans.
Les arrestations ont eu lieu dans 14 pays dont la France, le Canada, le Danemark, l’Équateur, l’Allemagne, la Hongrie, le Kenya, les Pays-Bas, les Philippines, le Qatar, la Serbie, la Suède et la Suisse. 600 membres, et plus de 50 personnes ont été identifiées et condamnées à des peines de 10 ans à la prison à vie,.

### En 2008, l'opération «Vico»
- Premier recours à l'appel à témoins planétaire pour retrouver un pédocriminel par Interpol.

L'abuseur sous le pseudo « Vico », un Canadien, ainsi, a été retrouvé grâce à une photo diffusée dans le monde entier, un portrait reconstitué à partir de clichés pédophiles circulant sur Internet depuis plusieurs années. Quelque 350 témoignages ont été récoltés en moins de quinze jours.
- Mise en place d'un second appel à témoins planétaire via l'opération « Ident » [4],[5]

### En 2007, l'opération «Koala»
En Australie en 2006, la découverte de vidéos pédopornographiques montrant deux jeunes sœurs de 9 et 11 ans violées par un homme a permis de répertorier 2500 clients d'un réseau pédocriminel. Les recherches ont démontré qu'un million et demi d'images à caractère pédopornographiques avaient été visionnées. Selon l'agence de presse AFP, 92 personnes ont été arrêtées dans huit pays européens. Le réseau avait des ramifications dans près de 30 pays, dont la Suisse et l'Australie. Les victimes sont des jeunes filles âgées de 9 à 16 ans principalement ukrainiennes et belges,,.

### En 2006, l'opération internationale «Achilles»
- La Task Force Argos s'associe avec le Federal Bureau of Investigation dans l’opération Achilles.

L'opération commence en janvier 2006 et s'achève en 2008, avec la mise à exécution de mandats d'arrestations en Australie, aux États-Unis, en Allemagne et au Royaume-Uni. Argos a infiltré le réseau des cyberprédateurs qui vendaient des images pédopornographiques. Le principal suspect était déjà impliqué dans l’affaire Toro Bravo.
Les procédures connexes ont conduit à retirer plus de 60 enfants victimes d'exploitation sexuelle, à l'arrestation de 22 membres du réseau et à la fermeture de quatre sites Internet d'exploitation sexuelle d'enfants à des fins commerciales.

### En 2002, opérations: «Hamlet» et «Eurololitas»
- « Hamlet » L'opération a permis l'arrestation de douze Américains et dix Européens en lien avec le réseau. Un membre a été trouvé avec plus d'un million d'images et 450 CD contenant de la pédopornographie. Un total de 45 enfants, âgés de deux à quatorze ans, ont été sexuellement agressés par l'intermédiaire de ce réseau. Trente-sept enfants aux États-Unis et huit enfants en Europe ont été secourus[66],[67].

- « Eurololitas » démantèlement du réseau sur internet, 400 personnes ont été interpelées en Italie : 147 sites proposaient des images pédopornographiques montrant des abus d'enfants d'un an à dix ans. Les enfants venaient de l'Europe de l'est, particulièrement de la Russie[68].

### En 2001, opérations internationales
- Opération : « Candyman »
- Opération : « Artus »
- Opération : « Landmark »
- Opération : « Twins »
- Opération : « Odysseus »[69]

### En 2000, l'opération internationale «Blue Orchid»
L'Operation Blue Orchid (en) a commencé en mai 2000 lorsque les autorités russes ont demandé l'aide du service des douanes américain pour identifier les propriétaires et les clients d'un site Internet basé en Russie qui vendait de la pédopornographie. Le site web Blue Orchid vendait des cassettes vidéo et des CD-ROM d'adultes abusant sexuellement d'enfants de 8 à 15 ans.
Il a été estimé que pendant un an, Blue Orchid a vendu du contenu illégal à 28 pays via Internet. Le site web proposait également des « offres » pour les acheteurs réguliers, des visites de tourisme sexuel et des films personnalisés à la demande du client.

### En 1996, «Toro-Bravo» arrestations de pédocriminels d'un réseau pédopornographique
- Réseau Franco-Colombien "Toro-Bravo"

L'information judiciaire est ouverte le 1er avril 1996 pour « recel d'objets obtenus à l'aide de délits de corruption de mineurs de plus ou moins quinze ans, diffusion, fixation, enregistrement ou transmission d'images de mineurs de plus ou moins quinze ans ».
Plus de 300 cassettes pédopornographiques et de 440 documents (photos, revues) ont été saisis lors des perquisitions, la production était basée en Colombie. Michel Caignet et Jean-Manuel Vuillaume sont poursuivis en 1997 ainsi que soixante-dix hommes, et une femme,,.

## Dans les institutions religieuses et mouvements sectaires

### Dans les institutions propres au Christianisme
Église catholique:
- En France : Le Rapport "Sauvé" d'octobre 2021 portant sur les violences sexuelles dans l’Église catholique en France entre 1950 et 2020 est accablant. Le rapport de la Commission indépendante sur les abus sexuels dans l’Église mentionne au moins 216 000 mineurs victimes d'abus sexuels au sein de l'institution depuis les années 1950[74],[75].
- Aux États-Unis : La conférence épiscopale des États-Unis crée une commission pour lutter contre les abus sexuels dans l'Église en 1993 (Ad Hoc Committee on Sexual Abuse); après la condamnation du prêtre Edward Pipala[76].

De nombreuses affaires médiatiques ont éclaté bien avant l'ensemble des rapports avec notamment George Pell pour l'Australie ou encore Bernard Preynat ou Joannes Rivoire pour la France. Il est aujourd'hui reconnu qu'un certain nombre de protagonistes a été couvert par des membres plus ou moins importants de l'institution. D'après plusieurs observateurs, la culture du pardon, propre à l'Église, a toutefois donné lieu à des dérives dans le cas des abus sexuels. Pour l'historien Philippe Levillain, « l'Église a longtemps pensé que la confession valait absolution et que la rémission des péchés devait suffire à faire cesser les pratiques délictueuses ».

### Dans les institutions propres au Judaïsme
La notion de mesirah est souvent utilisée pour empêcher que des membres de la communauté ne fassent l'objet d'enquêtes de police du chef de pédocriminalité.
Cependant, de nombreuses affaires ont été médiatisées et jugées, le documentaire M de Yolande Zauberman a permis de mettre en lumière la problématique de la pédocriminalité dans le milieu ultra-orthodoxe.

### Dans les institutions propres à l'Islam
Une controverse est souvent mise en avant sur la thématique du mariage forcé du prophète musulman et d'Aïcha avec consommation du mariage pré-adolescent, ce qui constitue une représentation d'actes pédocriminels dans certains Hadiths.
Le mariage arrangé est encore d'usage dans de nombreuses régions, la femme est considérée comme inférieure aux individus de sexe masculin.
La Cour européenne des droits de l'homme de Strasbourg a confirmé, le 25 octobre 2018, le jugement des tribunaux autrichiens condamnant une enseignante pour avoir déclaré indirectement que le prophète Mahomet était un pédophile.

### Dans les institutions propres à l'Hindouisme
L'hindouisme désigne un ensemble de rituels, pratiques religieuses, de philosophies, et de courants de pensées existant de longue date avec un système de castes. La place des femmes dans l'hindouisme est rétrograde. Le mariage arrangé de mineurs est encore d'usage dans de nombreuses régions pauvres d'Inde.
- Les baccharas: une communauté indienne où la prostitution d'enfants de sexe féminin est une tradition séculaire[80].

### Dans les institutions propres au Bouddhisme
En 2018, le Dalaï-lama a affirmé à la télévision publique néerlandaise avoir eu connaissance depuis les années 1990 d'agressions sexuelles présumées commises par des enseignants bouddhistes.
Les journalistes Élodie Emery et Wandrille Lanos ont enquêté sur certains des centres bouddhiques tibétains implantés en Occident depuis ces quarante dernières années. Ils ont recueilli “les témoignages de trente deux disciples abusés, visant treize maîtres différents“, dans plusieurs pays occidentaux, aboutissant à la conclusion qu’il y a eu “de graves dérives” dans la pratique de certains maîtres enseignants, ou lamas ; le livre s'intitule : Bouddhisme, la loi du silence, qui a conduit Arte à faire un documentaire sur la problématique,.

### Mouvements «sectaires» ; exploitation sexuelle des enfants
Mouvements et dérives sectaires
- Affaires de pédocriminalité chez les Témoins de Jéhovah
- Affaire du Coral

- Les enfants de dieu

- Ogyen Kunzang Chöling (OKC)
- Église fondamentaliste de Jésus-Christ des saints des derniers jours
- Fraternité sacerdotale Saint-Pie-X
- La communauté Saint-Jean
- Sociedad Benefactora y Educacional Dignidad

Traites et exploitations sexuelles :
- Affaire de l'École en Bateau.

- Affaire du réseau pédophile d'Angers.

- Affaire Epstein.

## Outils de lutte et de prévention contre la pédopornographie

### Organismes gouvernementaux

#### La base de données internationale sur l'exploitation sexuelle des enfants(ICSE)
L'ISCE est un outil de renseignement et d'enquête qui contient plus de 4.3 millions d’images et de vidéos et a permis d’identifier plus de 32,000 victimes à l’échelle mondiale. Grâce au logiciel de comparaison d’images et de vidéos, les enquêteurs peuvent instantanément faire le lien entre des victimes, des agresseurs et des lieux. Cette base de données limite la duplication des initiatives et fait gagner du temps aux enquêteurs qui peuvent savoir si certaines images ont déjà été découvertes ou identifiées dans un autre pays, ou si elles présentent des caractéristiques similaires à d’autres images.
La mise à niveau, baptisée « ICSE Next Generation », vise à accélérer le processus d’identification des victimes dans le contenu mettant en scène l’exploitation des enfants via l’intégration des toutes dernières technologies d’analyse textuelle, audio et vidéo, de reconnaissance faciale et d’intelligence artificielle.

#### Europol met en place la campagne:Stop Child Abuse – Trace An Object(en)
En 2017, le site en ligne d'Europol montre des objets qui apparaissent en arrière-plan de séquences d'abus sexuels sur des mineurs. Europol invite les gens à visiter le site web et à regarder les objets. Le projet cherche à identifier les objets et leur localisation afin de retrouver les pédocriminels et d'aider les victimes,.
La police fédérale australienne a lancé en mars 2021 sa propre version de l'initiative Stop Child Abuse axée sur la région Asie-Pacifique.

#### Création du groupe Weprotect Global Alliance
En juin 2022, l’Union européenne, l’Union africaine et dix-sept autres gouvernements se sont unis pour jeter les bases d’un groupe de travail mondial sur les abus sexuels sur enfants en ligne. L’objectif de l’alliance est de faciliter le dialogue et la coopération entre les gouvernements et entre les secteurs, en vue de lutter efficacement contre les abus et l’exploitation sexuels des enfants en ligne.

#### ALICE (Automatic Labelling for Image Collections Exploration)
Ce projet lancé en 2016 par le centre de lutte contre les criminalités numériques (C3N) a pour but d'automatiser, la recherche, le tri et l'identification des images susceptibles de matérialiser un crime ou un délit aggravé. Le projet ALICE comprend des technologies de transformation d’images en vecteurs de chiffres, de comparaison d’espaces vectoriels proches et d’active learning.

### Organismes non gouvernementaux
- ECPAT International (End child prostitution, child pornography and trafficking of children)

Crée en 1990, l'organisme de lutte contre la traite et l’exploitation sexuelle des enfants sous toutes ses formes. De par sa mission ECPAT consolide les systèmes de protection de l’enfance contre la marchandisation des corps. ECPAT peut se constituer partie civile pour la justice,.

États ayant une ou plusieurs organisations connectées au réseau ECPAT en 2008

- En France l’association Innocence en danger met à disposition une permanence juridique gratuite et peut se constituer partie civile[92].
- Création en 1997 de l'association CAMELEON, elle agit aux Philippines et en France pour plaidoyer auprès des institutions et des médias afin de militer pour les droits de l’Enfant et contre les violences sexuelles au niveau local, national et international[93].
- Crée en1998 le centre international pour enfants disparus et sexuellement exploités (ICMEC)[94]. lutte contre l'exploitation des enfants et l'abus sexuel sur mineur et propose une plate-forme de signalement concernant la pédopornographie.

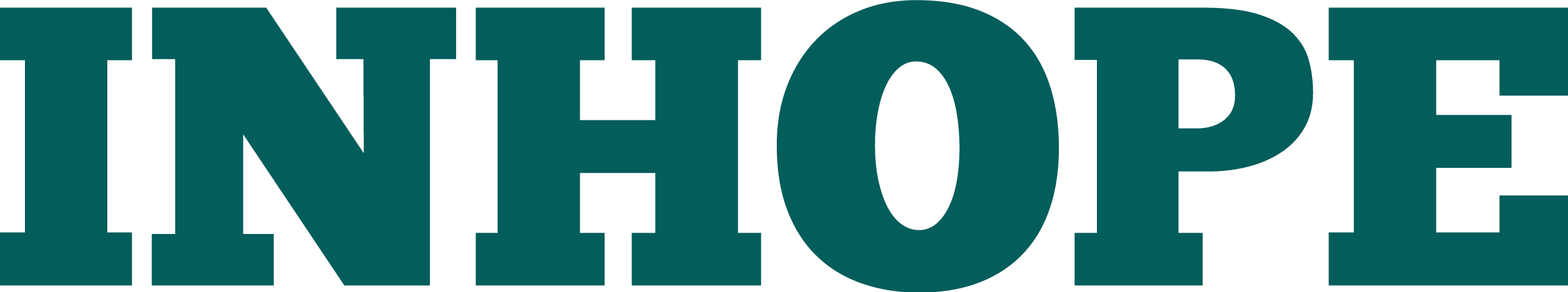
INHOPE logo

- INHOPE (International Association of Internet Hotlines), Crée en 1999 pour permettre d'identifier et de supprimer rapidement le matériel d'exploitation sexuelle d'enfants du monde numérique et les contenus d'exploitation sexuelle de mineurs en ligne (CSAM)[95].

- L'association de protection de l’enfance Child Rescue Coalition ou CRC a développé un outil numérique qui permet de traquer les fichiers pédopornographiques échangés en “peer to peer”.  Le logiciel a été mis à disposition du FBI avant de le proposer aux polices du monde entier, il est actuellement utilisé dans plus de 97 pays[96].Logo : Child Rescue Coalition

Logo : Child Rescue Coalition

La Child Rescue Coalition est nommée lauréate des .ORG Impact Awards 2020 dans la catégorie Promotion d'un Internet plus sûr.

### Collectifs citoyens
Dans plusieurs pays, des collectifs ont été créés afin de compromettre des pédocriminels sur internet. Les collectifs luttent contre le pédo-piégeage en ligne en créant de faux profils d'enfants.
Cette nouvelle forme d’action citoyenne, sans cadre légal pour l’heure en France, jugée par certains comme dangereuse, des critiques ont également été émises sur les éventuelles interférences de ses membres avec des enquêtes en cours,.

#### En France
Un protocole strict permet de respecter la loi et de monter un dossier afin de saisir la justice sans être incriminé pour incitations et/ou provocations au délit.
Les collectifs luttent contre le pédopiégeage en ligne en créant de faux profils d'enfants généralement âgés de 12 à 15 ans avec leurs propres photographies retouchées.

Logo Team Moore

- La Team moore, s'inspire des méthodes des chasseurs de pédocriminels anglo-saxons, le collectif a formé d'autres groupes citoyens.

#### En Angleterre
- Dark Justice dissoute en 2021

#### Au Canada
- Creep Catchers

## Avatar Sweetie
En 2013, création d'un premier avatar d'enfant réaliste et animée d'une enfant philippine de 10 ans par l'ONG Terre des hommes. Sweetie servait à attirer des prédateurs sexuels pour leur soutirer des données personnelles et les transmettre aux services de police,.
Sweetie a fonctionné pendant 10 semaines, a été contactée par plus de 20 000 utilisateurs issus de 71 pays et a conduit à l'arrestation de 46 personnes en Australie. En 2014, un homme australien devient la première personne condamnée à l'issue de cette opération sous couverture.
Controversée, Sweetie a été désactivée et « ne sera plus jamais activée ».